# 岸間信明
岸間信明（日语：／ Kishima Nobuaki，1956年4月19日—），日本男編劇、作家。出身於東京都。

## 來歷
畢業於橫濱放送電影專門學院（後來的日本電影學校）。他的校友包括平野靖士、宮下隼一。憑藉《小超人帕門》作為動畫編劇出道後，並於1986年憑藉《終極遊戲》獲得小說現代新人獎。迄今為止，除了負責各種作品的編劇和劇本統籌之外，還與松下幹夫、麻尾留美子共同筆名，共同創作原創漫畫。
自從藤子·F·不二雄去世以來，他創作了所有主要的《哆啦A夢》電影，直到2004年上映的《哆啦A夢：大雄的貓狗時空傳》為止。

## 參加作品

### 劇本統籌
1987年
- 機器勇士 駭客大戰

1993年
- 灌籃高手（—1996年）[1][注 1]

2001年
- 聖石小子（—2002年）

2002年
- HUNTER×HUNTER OVA版（—2004年）

2003年
- 灌籃少年

2005年
- 光速蒙面俠21（—2008年）[2]

2006年
- 家庭教師HITMAN REBORN！（—2010年）[3]

2007年
- 灣岸競速（—2008年）

2009年
- TYTANIA -泰坦尼亞-[注 2]
- 元氣媽媽（—2012年）[注 3]

2012年
- 可愛巧虎島Wao！

### 負責各集編劇
1983年
- 小超人帕門 (1983年版)（—1985年）

1984年
- 忍者哈特利（—1987年）

1986年
- 機器勇士 克羅諾斯的大逆襲

1987年
- 超人B（日语：ウルトラB）（—1989年）

1988年
- 超音戰士Borgman
- 貓咪也瘋狂（—1989年）
- 鐵拳小子（日语：鉄拳チンミ）

1989年
- 天空戰記
- 惡魔君（—1990年）
- 魔法使莎莉 (1989年版)（—1991年）

1990年
- 勇者鬥惡龍 阿貝爾傳說
- 功夫貓黨
- 夠了！阿太郎 (1990年版)（日语：もーれつア太郎）

1991年
- 麵包超人（—2010年）
- 快樂的嚕嚕米一家（日语：楽しいムーミン一家）
- 校園七大不可思議神秘事件（日语：ハイスクールミステリー学園七不思議）
- 三眼神童
- 妙妙殭屍（日语：どろろんぱっ!）

1992年
- 踢向明天（日语：あしたへフリーキック）
- 龍馬英雄（日语：お〜い!竜馬）
- 超電動機器人 鐵人28號FX（—1993年）
- 小小男子漢（—1994年）

1993年
- GS美神
- 哆啦A夢 (1979年版)（—2005年）

1994年
- 魔天戰神

1995年
- 十二生肖爆烈戰士
- H2（—1996年）
- 足球小將翼J

1996年
- VS騎士檸檬汽水&40炎
- 鋼鐵神兵
- 少年桑塔的大冒險（日语：サンタクロースの冒険#テレビアニメ）
- 超者萊汀（日语：超者ライディーン）（—1997年）
- 浪客劍心（—1998年）
- 烏龍派出所（—2004年）

1997年
- 深海人魚傳說（日语：深海伝説MEREMANOID）
- 中華一番！（—1998年）

1998年
- 頭文字D
- 開花天使（—1999年）

1999年
- 頭文字D Second Stage（—2000年）
- HUNTER×HUNTER (1999年版)（—2001年）

2001年
- 嬰兒菲力貓（日语：ベイビーフィリックス）
- 電腦冒險記網路潛水員
- 魔法戰士李維
- 怪獸家族（—2002年）
- 野野子（日语：ののちゃん）（—2002年）

2002年
- 哨聲響起（—2003年）

2003年
- 人間交差點
- 獸兵衛忍風帖 龍寶玉篇

2004年
- 頭文字D Fourth Stage（—2006年）

2005年
- 極速方程式

2006年
- 我愛美樂蒂 ～轉轉旋律魔法牌～（—2007年）

2007年
- 我愛美樂蒂 輕鬆舒暢♪

2008年
- 我愛美樂蒂IV（日语：おねがい♪マイメロディ きららっ★）（—2009年）

2010年
- 發現·體驗·我喜歡巧虎！
- 可愛巧虎島 HE SO KA

2011年
- （2011年—）

2012年
- 頭文字D Fifth Stage（—2013年）

2014年
- 頭文字D Final Stage
- 海螺小姐

### 電視特別節目
1993年
- 龍虎之拳

1994年
- 侍魂 ～破天降魔之章～
- 魯邦三世：燃燒的斬鐵劍（日语：ルパン三世 燃えよ斬鉄剣）

1999年
- 城市獵人：緊急插播!? 惡徒冴羽獠的死期

### 電影動畫
1991年
- 甘巴與水獺的冒險（日语：ガンバの冒険）

1992年
- 麵包超人：積木城的秘密（日语：それいけ!アンパンマン つみき城のひみつ）

1993年
- 麵包超人：恐龍諾西歷險記（日语：それいけ!アンパンマン 恐竜ノッシーの大冒険）

1995年
- 灌籃高手：咆哮籃球員靈魂！花道和流川的灼熱夏季（日语：スラムダンク 吠えろバスケットマン魂!! 花道と流川の熱き夏）

1997年
- 麵包超人：我們都是英雄（日语：それいけ!アンパンマン 虹のピラミッド#それいけ!アンパンマン ぼくらはヒーロー）

1998年
- 哆啦A夢：大雄的南海大冒險

1999年
- 哆啦A夢：大雄的宇宙漂流記

2000年
- 哆啦A夢：大雄的太陽王傳說

2001年
- 頭文字D Third Stage[注 4]
- 哆啦A夢：大雄與翼之勇者

2002年
- 哆啦A夢：大雄與機器人王國

2003年
- 哆啦A夢：大雄與不可思議的風使者

2004年
- 哆啦A夢：大雄的貓狗時空傳

2013年
- 劇場版 HUNTER×HUNTER：最終任務

### OVA
1990年
- 1加2等於樂園（日语：1加2等於樂園）

1995年
- 新海底軍艦

2008年
- 頭文字D Extra Stage2

### 電視劇
1987年
- AM3:00的恐怖（日语：AM3:00の恐怖）

1999年
- 暴坊將軍

## 著作
- 《終極遊戲》（1986年）
- 《侍魂 破天降魔之章》（1994年）
- 《新海底軍艦 -零時毀滅》（1995年）
- （1997年）
- 《流體粒子》

### 漫畫原作
- BASTARD!! -暗黑的破壞神- 魍魎們的鎮魂歌（1993年）
- BASTARD!! -暗黑的破壞神- 2 躺在魔鬼的褥瘡上（1993年）
- 劇畫內閣總理大臣傳（作畫：原田久仁信）※名義。
- PRESCIA（漫畫：原田久仁信）※名義。
- 內衣教父（1996年）
- 城市獵人 SPECIAL 2（1999年）
- HUNTER×HUNTER（1999年）
- HUNTER×HUNTER 2（2000年）
- HUNTER×HUNTER 3（2001年）
- 網球王子 SPECIAL―A Day of The Survival Mountain（2003年）
- 網球王子 The gift has awaked！（2004年）
- 網球王子 The gift has exploded！（2004年）

## 腳註

## 相關項目
- 日本動畫師列表（日语：アニメ関係者一覧）

## 外部連結
- 岸間信明 （页面存档备份，存于） （日語）—allcinema（日语：allcinema）
- 岸間信明 （页面存档备份，存于） （日語）—KINENOTE
- Nobuaki Kishima在互联网电影资料库（IMDb）上的資料（英文）
- 岸間信明 （页面存档备份，存于） （日語）—MOVIE WALKER PRESS（日语：MOVIE WALKER PRESS）